# Budova přátelství mezi Řeckem a Bosnou a Hercegovinou
Budova přátelství mezi Řeckem a Bosnou a Hercegovinou (bosensky i chorvatsky Zgrada prijateljstva između Grčke i Bosne i Hercegovine, srbsky Зграда пријатељства између Грчке и Босне и Херцеговине, řecky Κτήριο Φιλίας Ελλάδας Βοσνίας-Ερζεγοβίνης) je výšková budova, která stojí v Sarajevu, hlavním městě Bosny a Hercegoviny.
Se svými 21 patry dosahuje výšky 90 metrů. Budova byla postavena v roce 1974 dle amerického modernistického stylu šedesátých a sedmdesátých let. V budově sídlí Rada ministrů Bosny a Hercegoviny. Často je chybně označována jako budova parlamentu, což je způsobeno tím, že v těsné blízkosti Budovy přátelství mezi Řeckem a Bosnou a Hercegovinou se nachází současná pětipatrová budova parlamentu.

## Historie

### Výstavba
Stavba byla dokončena v roce 1974 a sídlila v ní vláda někdejší socialistické republiky Bosny a Hercegoviny. Její původní jméno znělo Budova výkonné rady (Zgrada Izvršnog Vijeća). Sloužila jako hlavní vládní budova v Bosně a Hercegovině, ale v květnu roku 1992 byla značně poškozena srbským ostřelování v prvních několika týdnech obléhání Sarajeva, jež bylo součástí války v Bosně a Hercegovině.
Po skončení války byl zničen vnitřek budovy a stavba následně zůstala prázdná až do rekonstrukce, která začala v roce 2006.

### Rekonstrukce
V roce 2006 řecká vláda poskytla na rekonstrukci budovy 80% požadované částky. Celkové náklady na projekt činily 17 057 316 eur. Rekonstrukce, kterou vykonala řecká společnost DOMOTECHNIKI SA, trvala rok a 23. července 2007 byla budova znovu otevřena.

## Galerie

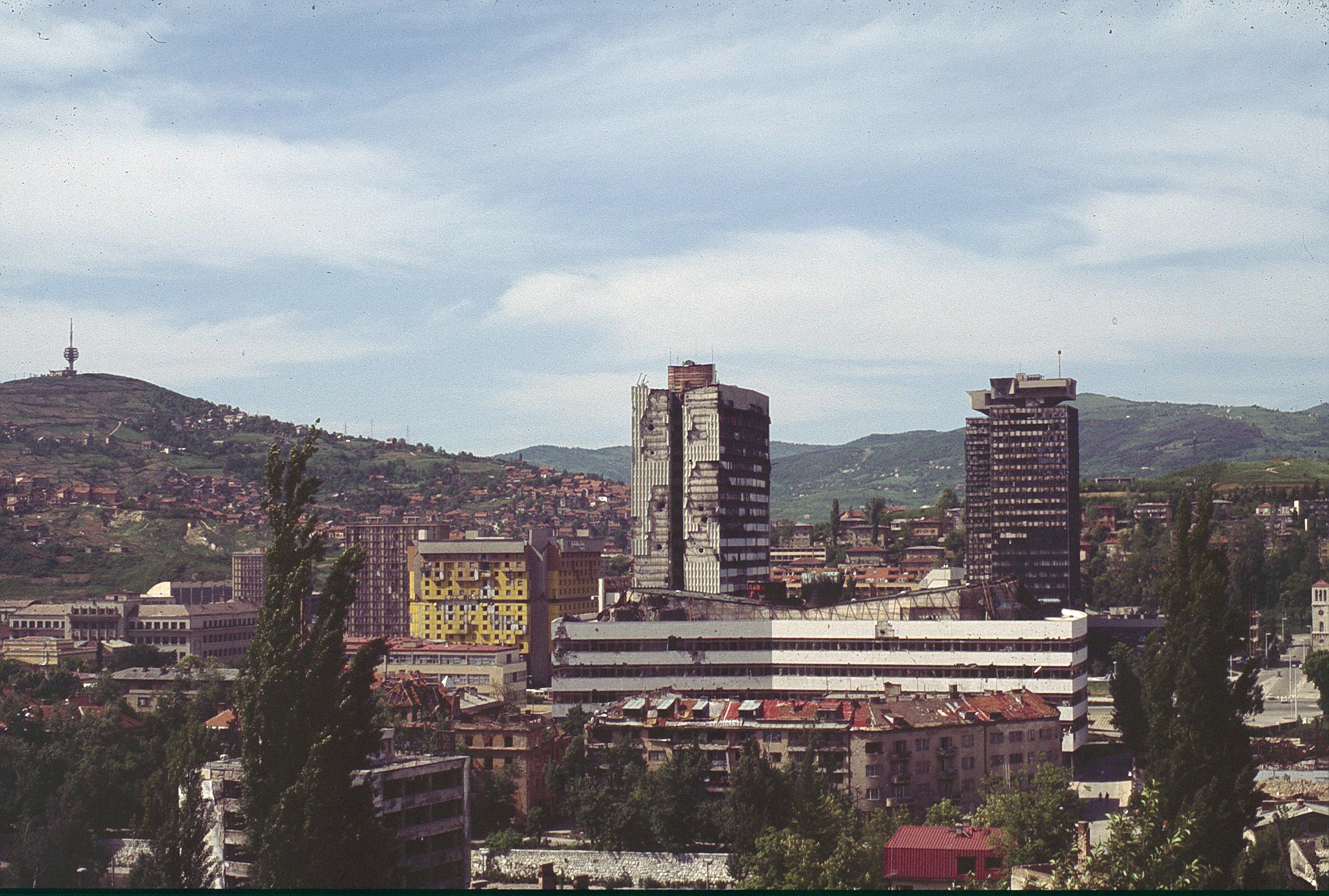
Sarajevo v roce 1996